# Ambalama Kadugannawa
Kadugannawa Ambalama (Sinhala: කඩුගන්නාව අම්බලම) es un histórico descanso al lado de la carretera que se encuentra -a la izquierda, cuando se viaja desde la Colombo a Kandy, unos metros antes de la  curva en horquilla de Kadugannawa, también conocida como paso de Kadugannawa. Construido a principios del siglo XIX durante el dominio colonial británico en Ceilán (actual Sri Lanka), el Ambalama tiene ahora más de 200 años.
 Esta estructura, que era una parada popular para los jinetes y comerciantes que viajaban desde las tierras bajas hasta la antigua capital de la colina Kandy, se asemeja a la arquitectura de la era Kandyan y tiene valor arqueológico. Fue renovada por el Ministerio de Turismo bajo la dirección técnica del Departamento de Arqueología con un coste de Rs. 300 000,00 y ahora esta estructura se considera patrimonio nacional de Sri Lanka.